# Alpejska Formuła Renault 2.0
| Alpejska Formuła Renault 2.0 | Alpejska Formuła Renault 2.0 |
| ---------------------------- | ---------------------------- |
| Kategoria                    | Wyścigi samochodowe          |
| Region                       | Europa                       |
| Pierwszy sezon               | 2002                         |
| Ostatni sezon                | 2015                         |
| Samochód                     | Tatuus                       |
| Silniki                      | Renault                      |
| Mistrz kierowców             | Nyck de Vries                |
| Mistrz zespołów              | Koiranen GP                  |

Alpejska Formuła Renault 2.0 (oryg. Formula Renault 2.0 Alps) – seria wyścigowa samochodów o otwartym nadwoziu, powstała w 2011 roku. W sezonie 2010 istniała pod nazwą Środkowoeuropejska Formuła Renault, natomiast w latach 2005–2009 jako Szwajcarska Formuła Renault. W latach 2002–2004 seria debiutowała jako Renault Speed Trophy F2000. Od 2012 roku w skład serialu wchodzi także Włoska Formuła Renault.

## Ogólne informacje
Seria widnieje pod patronatem francuskiego koncernu Renault i korzysta z modeli Tatuus o pojemności dwóch litrów. Opony dostarcza firma Michelin. Zawodnicy punktują według klucza: 25-18-15-12-10-8-6-4-2-1, a punktowanych jest dziesięć pierwszych pozycji.

## Mistrzowie
| Sezon | Nazwa serii                                      | Mistrz kierowców    | Mistrz zespołów     | Mistrz nastolatków |
| ----- | ------------------------------------------------ | ------------------- | ------------------- | ------------------ |
| 2002  | Renault Speed Trophy F2000                       | Thomas Conrad       |                     |                    |
| 2003  | Renault Speed Trophy F2000                       | Manuel Benz         |                     |                    |
| 2004  | Renault Speed Trophy F2000                       | Nicolas Maulini     | Iris Racing         |                    |
| 2005  | Formule Renault 2.0 Suisse                       | Ralph Meichtry      | Race Performance    |                    |
| 2006  | Formule Renault 2.0 Suisse                       | Jonathan Hirschi    | Chevrons Racing     |                    |
| 2007  | LO Formule Renault 2.0 Suisse                    | Adam Kout           | Jenzer Motorsport   |                    |
| 2008  | LO Formule Renault 2.0 Suisse                    | Christopher Zanella | Jenzer Motorsport   |                    |
| 2009  | LO Formule Renault 2.0 Suisse                    | Nico Müller         | Jenzer Motorsport   |                    |
| 2010  | Formula Renault 2.0 Middle European Championship | Zoël Amberg         | Jenzer Motorsport   |                    |
| 2011  | Formula Renault 2.0 Alps                         | Javier Tarancón     | Tech 1 Racing       | Melville McKee     |
| 2012  | Formula Renault 2.0 Alps                         | Daniił Kwiat        | Koiranen Motorsport | Patrick Kujala     |
| 2013  | Formula Renault 2.0 Alps                         | Antonio Fuoco       | Prema Powerteam     | Antonio Fuoco      |
| 2014  | Formula Renault 2.0 Alps                         | Nyck de Vries       | Koiranen GP         | Charles Leclerc    |
| 2015  | Formula Renault 2.0 Alps                         | Jack Aitken         | Koiranen GP         | Matiewos Isaakjan  |